# Cristina de Suècia
Cristina de Suècia (suec: Kristina av Sverige)  (Estocolm, 7 de desembre de 1626 - Roma, 9 d'abril de 1689 (Julià)), més tard coneguda com a Cristina Maria Alexandra, va ser reina de Suècia del 1632 al 1654. Era l'única filla legítima supervivent del rei Gustau II i la seva muller Maria Elionor de Brandenburg. A l'edat de sis anys, va accedir al tron de Suècia després de la mort del seu pare el 1632 a la Batalla de Lützen durant la Guerra dels Trenta Anys.
Cristina és recordada com una de les dones més educades de la seva època. Va ser una gran mecenes de les arts i amb el seu interès per la religió, la filosofia, les matemàtiques i l'alquímia, va atraure molts científics a Estocolm, amb ganes de convertir la ciutat en l'"Atenes del Nord". Va mantenir una àmplia i activa correspondència amb diversos pensadors i científics del seu temps, com Pierre Gassendi, Blaise Pascal i René Descartes, entre molts d'altres.
Era intel·ligent, voluble i canviant; va rebutjar el paper sexual d'una dona de la seva època; així va causar un escàndol quan va decidir no casar-se, i el 1654, quan va abdicar del seu tron a favor del seu cosí Carles. Va canviar el seu nom de Cristina Augusta Wasa quan es va convertir al catolicisme romà, adoptant el nom Cristina Maria Alexandra.
A Roma Cristina s'integrà ràpidament en els cercles artístics, fent amistat amb Gian Lorenzo Bernini, així com amb els pintors Pier Francesco Mola i Giovanni Angelo Canini, i amb el pintor, escultor i arquitecte Antonio Gherardi. A Roma també evidencià ambició política, aspirant a la corona del regnes de Nàpols i Polònia.
Cristina va ser convidada de cinc papes consecutius; fou un símbol de la Contrareforma, i és una de les poques dones enterrades a la basílica de Sant Pere. Pel seu estil de vida, vestimenta masculina i el comportament poc convencional, ha estat inclosa en incomptables novel·les, obres de teatre, òpera i cinema. En totes les biografies sobre Cristina, el seu gènere i la identitat cultural són molt importants.

## Infància
Essent Cristina l’únic descendent viu del rei Gustau II Adolf i, per tant, hereva del tron de Suècia, el rei ordenà que fos educada com a un noi. La mare, Maria Elionor, havent esperat haver donat a llum a un nen, tenia un cert ressentiment i fredor cap a la seva filla, a la que considerava “una nena lletja”. El 1630 Gustau II Adolf va presentar Cristina als estats suecs com la seva successora al tron. L'exèrcit i els Estats van ratificar la proposta del rei. Gustau II Adolf va nomenar el canceller Axel Oxenstierna com a regent de Suècia, per governar la nació durant les freqüents absències militars del rei i per supervisar Cristina fins que assolís la majoria d'edat. La princesa fou instruïda en exercici físic, equitació i caça, activitats en les que demostrà bones habilitats. Rebé una formació molt completa en literatura i ciències, així com en llengues: Cristina fou capàs de parlar i escriure en francès, alemany, italià, holandès i llatí, i estava familiaritzada amb el grec, l'hebreu i l'àrab. Si bé la lleu sueca permetia a una dona la successió al tron, la majoria de la població trobava que el concepte era estrany. Carles Gustau, nebot de Gustau II Adolf, fou expressament preparat com a possible alternativa.
Quan el rei Gustau II Adolf morí el novembre de 1632 a la batlla de Lützen, Cristina tenia sis anys. El febrer de 1633 l'assemblea de notables del regne va declarar oficialment Cristina rei de Suècia. El cadaver embalsamat del rei arribà a Estocolm en el mes d'agost de 1633, i la reina Maria Elionor va ordenar que el taüt romangués obert perquè ella el pogués veure quan anava cada dia a visitar-lo. La reina, incapaç d'exercir com a governant, es va recloure a les seves habitacions amb la seva filla Cristina, amb les cortines tancades nit i dia. Després d'un periode de deu mesos, el canceller Axel Oxenstierna feu que s'enterrés al rei, encara que hagué de posar un cos de guàrdia a la tomba després que Maria Elionor intentés desenterrar-lo. El 1636 la reina va oferir Cristina com a núvia al rei Cristià IV de Dinamarca, enemic de Suècia. La resposta d'Oxenstierna fou l'alliberament de Cristina del tenebrós apartament de la seva mare, i exiliar la reina al castell de l'illa de Gripsholm.

## Reina de Suècia
El Consell Privat del Regne, encapçalat per Axel Oxenstierna, dirigia el regne durant la minoria d’edat de Cristina, entre 1632 i 1644. El desembre de 1644, Cristina va fer 18 anys i es va fer càrrec oficialment de moltes de les funcions anteriorment sota la competència del Consell Privat del Regne, encara que la coronació fou posposada fins al 1650 a causa de la guerra amb els danesos.

### La Guera dels Trenta Anys

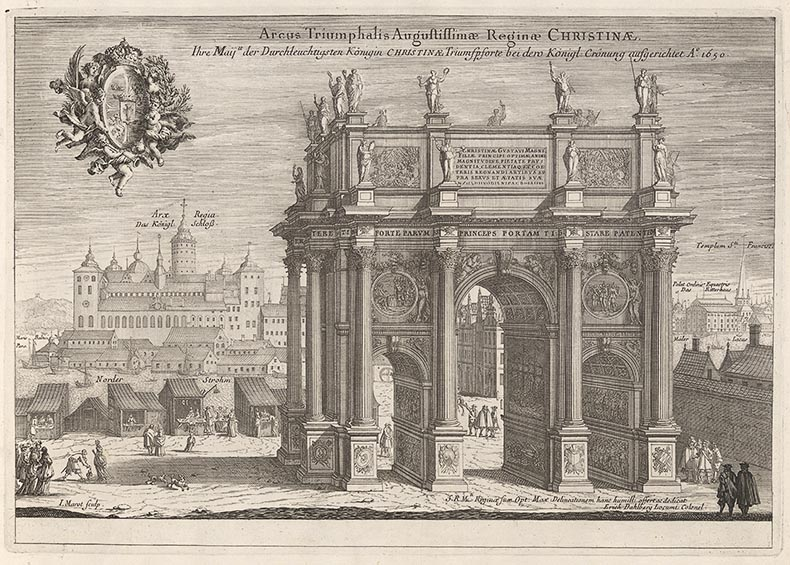
Arc triomfal erigit el 1650 celebrant la coronació de la reina

La participació sueca en la Guerra dels Trenta Anys havia estat finançada en major part per la monarquia francesa. Malgrat les subvencions, l'estat suec necessitava els ingressos fiscals dels impostos per sostenir l'esforç bèlic. Les elevaes taxes, així com el reclutament forçós que havia despoblat pobles sencers i el fracàs freqüent de les collites, havien reduït la pagesia sueca a la penúria. Si bé Suècia no estava tan afectada pels disturbis interns com França, a les zones rurals es produïa una resistència creixent a la forta fiscalitat i el reclutament dels joves. En el 1638-39 es produïren disturbis a Värmland, on fins i tot el clergat local va denunciar obertament la situació des del púlpit. A la mateixa capital, es produïren protestes el 1650. En diverses ocasions, en 1644-45 i en 1645-48, Cristina es posaria del costat dels membres del Consell que exigien una pau ràpida i indulgent amb Dinamarca i el Sacre Imperi Romanogermànic, en contra dels objectius d'Axel Oxenstierna.

### El problema del matrimoni

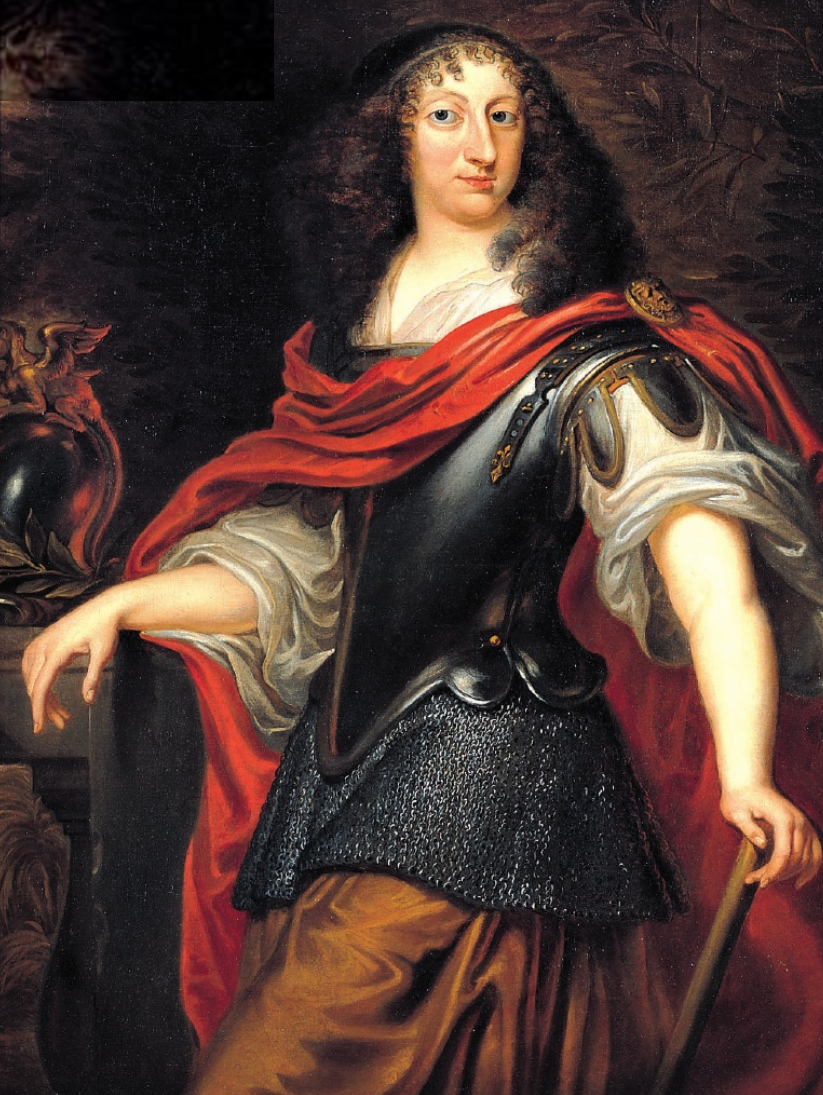
Cristina vestida com a Minerva

Una de les preocupacions més rellevants de l'elit governant sueca tant en el moment de l'ascens al tron de Cristina com durant la resta del regnat fou el casament i descendència de la reina. Si bé ella gaudia de les atencions de possibles pretendents, Cristina tenia poques ganes de compartir el seu poder amb un marit, ni pactar un acord amb una monarquia estrangera que debilités el poder de la monarquia sueca. Les relacions romàntiques de la reina també eren complicades per la seva por paralitzant al part (la seva mare havia patit un avortament) i la seva poca autoestima en l'aspecte físic; es deia de Cristina que "odiava" els miralls perquè "no tenien res agradable per mostrar-li". El 1646, quan Cristina tenia vint anys, va comunicar als seus dos pretendents més probables, Carles Gustau, cosí per part de pare, i Frederic Guillem de Brandenburg, cosí per part de mare, que mai no es casaria amb ells.
La reina va aconseguir trobar una solució que no comprometia ni la seva autoritat reial ni afeblia la de la monarquia. Al Riksdag (assemblea que incloïa representants dels quatre estaments socials) de 1649, Cristina va aconseguir un pacte de successió, en el qual el Riksdag reconeixia al seu cosí Carles Gustau com a rei en cas de morir la reina sense descendència.

### L'estada de Descartes a Suècia

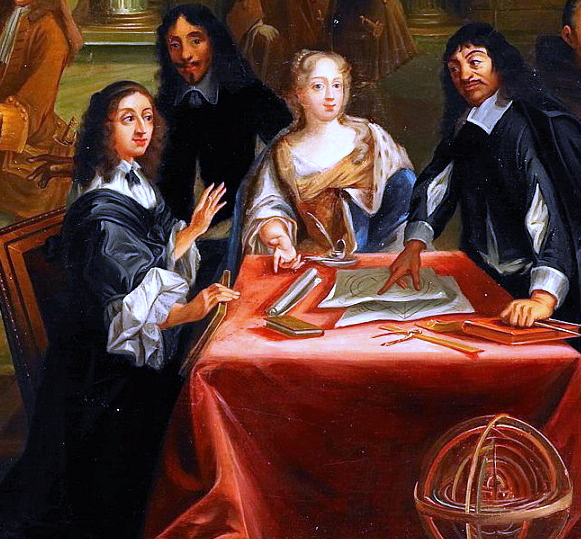
Detall de la pintura de Nils Forsberg mostrant Cristina (a l'esquerra de la imatge) amb Descartes (a la dreta de la imatge).

En el segle xvii, Suècia era un país comparativament endarrerit i la seva cort reial estava desconnectada dels moviments socials i artístics d'Europa Occidental. Una de les vies que Cristina utilitzà per formar la seva opinió i conèixer les tendències fou la correspondència amb personatges erudits. Un d'ells fou el filòsof René Descartes, el qual acudí a Suècia el 1649 convidat per la reina.
Ambdós tenien altes expectatives sobre l'encontre. Descartes, amb cinquanta-tres anys, esperava trobar-se amb una reina intel·lectual, però en aquella època ella, amb vint-i-dos anys, estava centrada en el ballet i en recrear les sofisticades trivialitats i frivolitats de París. Cristina ve rebre Descartes al seu palau, i la seva mera presència la desagradà profundament. Ella el convidà a participar en el seu ballet, a la qual cosa ell es negà. Es produí un xoc de personalitats entre una jove reina acostumada a que tothom li rigués les gràcies i un filòsof madur i famós poc inclinat a fer-ho. Cristina li proposà que dediqués cinc o sis setmanes a conèixer el país, i es va desinteressar d'ell. Posteriorment el citava a la freda biblioteca a les cinc del matí, perquè li ensenyés filosofia. El temps gèlid i la salut de Descartes van acabar provocant-li la mort l'onze de febrer de 1650.

### La crisi religiosa de la reina
L'educació religiosa de Cristina de Suècia havia estat dirigida pel bisbe Johannes Matthiæ, de caràcter tolerant i que buscava la conciliació entre les diferents branques cristianes a partir de la raó. Aquest plantejament contrastava fortament amb les tendències cada cop més excloents de l'episcopat luterà ortodox i els nobles aplegats al voltant d'Axel Oxenstierna.
En la seva cerca espiritual, Cristina de Suècia va explorar diverses religions, incloent el judaisme i l'islam. La seva atracció al catolicisme fou gradual, i precipitada per un encontre casual. El pare jesuïta Antonio Macedo era intèrpret de l'ambaixador portuguès, i Cristina el conegué el 1651 durant les negociacions d'un tractat comercial entre els dos països. La reina, sempre curiosa, acabà tenint llargues xerrades de religió amb ell, i acabà demostrant interès en convertir-se al catolicisme. En tant que era il·legal ser suec i catòlic, el significat d'aquesta voluntat era molt important. Macedo anà a Roma a comunicar al papa Innocenci X la forta possibilitat de conversió de Cristina de Suècia.

## Abdicació i conversió
El 7 d'agost de 1651 la reina va comunicar al Parlament la seva intenció d'abdicar, adduint tres raons per a la seva decisió: la persona adient per dirigir l'exercit era un home; que Carles Gustau estava preparat per poder assumir la responsabilitat; i que ella desitjava pau i privacitat. Alguns membres del Parlament van demanar que no abdiqués, i el en mes de novembre ella va retirar la seva petició. El traductor Macedo va arribar a Roma i va informar del desig de la reina de convertir-se al catolicisme, i es van enviar dos jesuïtes per fer possible la conversió. Van arribar a Estocolm el febrer de 1652, i després de diverses converses amb Cristina de Suècia van estar segurs de la seriositat de les seves intencions. Fins i tot la reina els lliurà un escrit en el que expressava el seu desig de viure a Roma un cop que la conversió al catolicisme fos feta pública. A llarg de 1653 la reina va començar a preparar el seu viatge a Roma, enviant per mar les seves obres d'art preferides cap a Ostende, en aquell temps part dels Països Baixos espanyols. El contingut del nolis incloïa 19 escultures de bronze, 72 tapissos, uns 50 instruments geomètrics, astronòmics i matemàtics, unes 70-80 pintures, 45 de les quals originàries del saqueig de les col·leccions de Rodolf II de Praga, quasi totes obres de mestres italians. També incloïa uns 3.700 llibres i uns 2.150 manuscrits, valorats tots ells en unes 500.000 lliures.
El febrer de 1654 la reina Cristina tornà a anunciar al Parlament la seva decisió d'abdicar, i després de diverses negociacions, la cerimònia oficial es feu el 6 de juny de 1654 en el castell d'Upsala, i en la que també es coronà al nou rei, el seu cosí Carles X Gustau de Suècia.

## Cristina Augusta Wasa

### El viatge a Roma

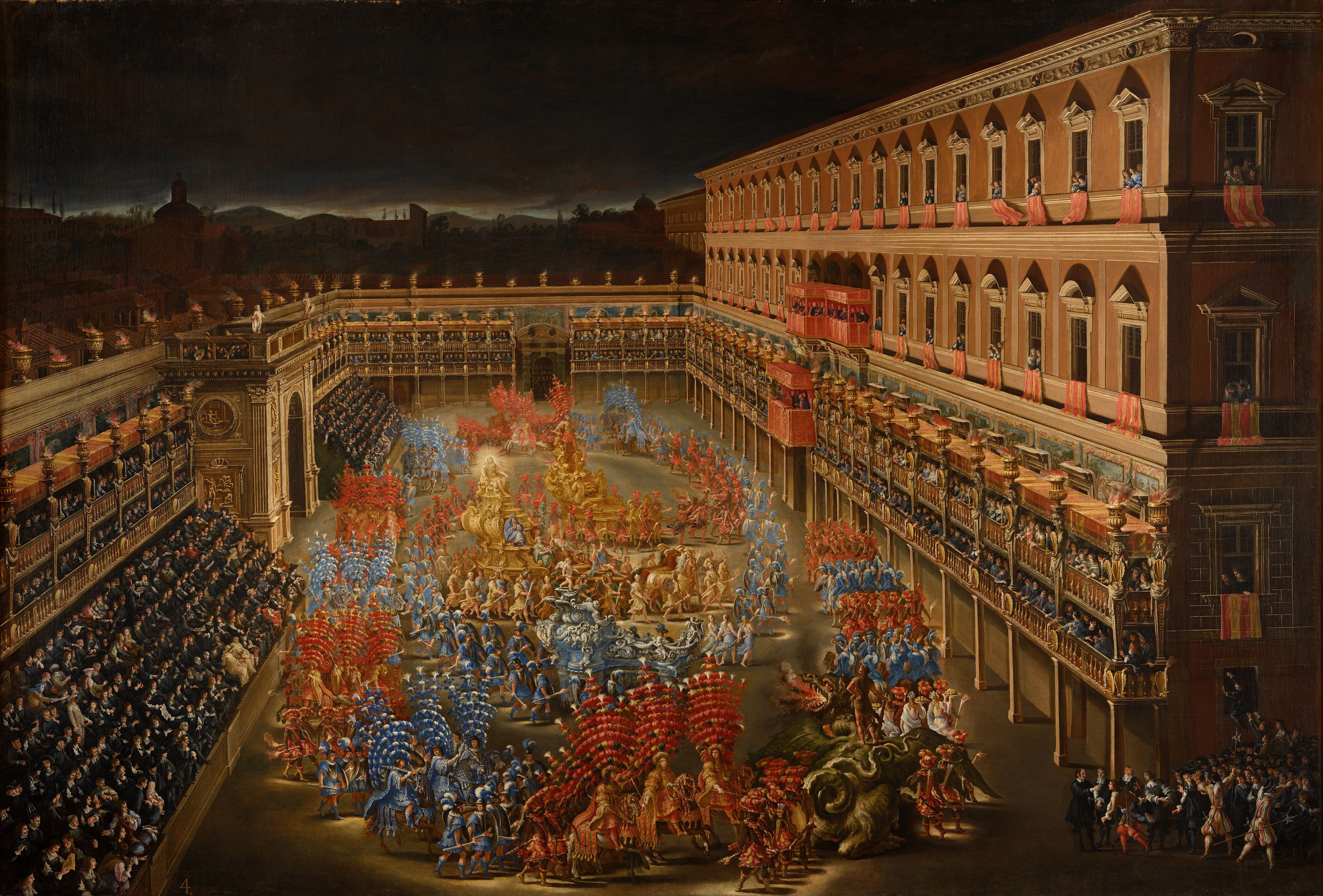
Desfilada en honor de Cristina el 1656 al Palau Barberini

El 10 de juny de 1654, amb 28 anys, inicià el seu viatge cap a Roma. Feu una breu parada a Hamburg, i va quedar-se als Països Baixos espanyols durant més d'un any, on va tornar a prendre possessió de les seves obres d'art noliejades el 1653 des de Suècia. Si bé s'allotjava a casa dels governadors i notables locals, sovintejava festes i banquets. A Brussel·les fou rebuda per Leopold Guillem d'Habsburg, governador dels Països Baixos espanyols en una gran recepció amb focs artificials. Havent arribat amb un seguici molt escàs, acabà movent-se pel país acompanyada per unes 250 persones, moltes de les quals a cavall. Almenys la meitat viatjaven a expenses de Cristina. A Anvers la manca de liquiditat la forçà a empenyorar una gran part de les seves joies.
El 24 de desembre de 1654 es feu a Brussel·les la cerimònia de conversió de la fe catòlica, la qual es mantingué en secret perquè s'havia previst una conversió pública més endavant. Aquesta tingué lloc a Innsbruck el 3 de novembre de 1565, acompanyada d'una missa i un tedèum. D'Innsbruck creuà els Alps, i continuà cap el Sud fins a arribar arribant a Roma el 20 de desembre de 1655. El papa Alexandre VII li concedí audiència i li feu l'honor d'allotjar-la uns dies dintre de les muralles del Vaticà, així com proporcionar-li un carruatge per desplaçar-se per la ciutat. Un altre honor d'Alexandre VII fou convidar-la a dinar, perquè segons el protocol vaticà, cap dona podria menjar en presència del Papa. La primera residència de Cristina a Roma fou el Palau Farnese, posat a la seva disposició pel duc de Parma, Ranuccio II de Parma.

### Ambicions polítiques

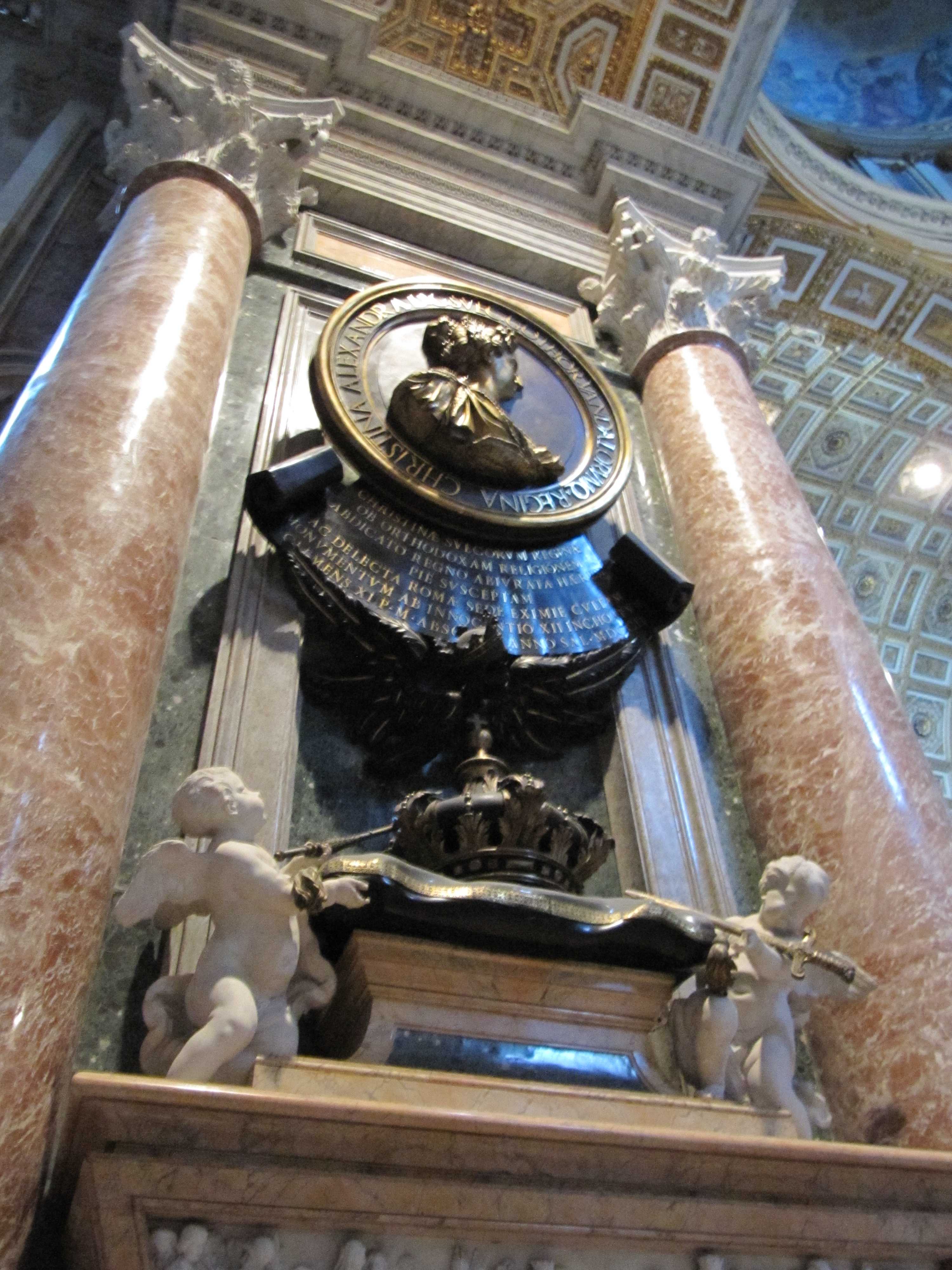
Monument funerari a Cristina, a la basílica de Sant Pere

Ben aviat Cristina tornava a anar curta de diners, i això la motivà a dur a terme algunes accions polítiques poc habituals. En el segle xvii, el regne de Nàpols pertanyia a la corona espanyola, però hi havia un fort moviment rebel. El 1656 alguns membres d'aquest moviment van contactar amb Cristina per que donés suport a la seva causa, i fos coronada reina de Nàpols després que els francesos haguessin conquerit la ciutat. Amb aquest pla ella podria oblidar per sempre els seus problemes econòmics i podria viure en una ciutat italiana. Cristina feu diversos viatges a França, reunint-se amb el primer ministre, el Giulio Raimondo Mazzarino, per planificar el cop. Però els francesos, un cop van tenir coneixement de la seva impulsivitat per prendre decisions, no van donar-li cap suport.
En el 1668 Cristina ideà un altre pla, aquest cop per intentar coronar-se reina de Polònia. El rei Joan II Casimir Vasa, últim hereu masculí de la dinastia Vasa, va abdicar el 1668, i cada gran potència europea del moment tenia els seus candidats. Cristina tenia una certa legitimitat, perquè ella era també era una Vasa, però no va tenir cap oportunitat real. El que aquest fet revelava és que la seva estimació per Roma i Itàlia era relativa, preferint la freda Polònia si anava acompanyada del tron.

## Col·leccionista d'art
La reina Cristina de Suècia va acumular al llarg de la seva vida una important col·lecció d'art, principalment de pintura i escultura del Renaixement. La col·lecció es va construir a partir de tres esdeveniments principals. En primer lloc, el saqueig de les col·leccions de Rodolf II dut a terme el 1648, al final de la Guerra dels Trenta Anys, seguit pels encàrrecs i adquisicions que va dur a terme en el període en què era sobirana de Suècia. Finalment, tornar a bastir una important col·lecció a Roma, construïda a partir les noves obres que adquirí a Itàlia i les millors pintures que s'endugué d'Estocolm.
A Roma, Cristina es va convertir en un referent de la vida teatral i musical, i protegí molts artistes, compositors i músics barrocs. Com a gran aficionada al teatre i l'òpera, va fer construir un auditoria cap a finals de 1660, finançat mitjançant la venda de llotges. Les obres que s'hi interpretaven eren òperes, amb ballet en els interludis; i sovint amb focs artificials en l'interior del recinte.
A Roma fou mecenes d'artistes,i al llarg de la seva vida mantingué un interès per l'art, fins al punt de construir una import col·lecció d'art pròpia, la qual estava exposada al palau Corsini, la seva residència a partir 1659.

## Mort
A partir de 1686, Cristina comença a patir erisipela, una infecció a la pell que produeix inflamacions cutània així com febre alta, tremolors i vòmits. La malaltia va anar empitjorant, i el 13 de febrer de 1689 va morir.
El seu cos fou embalsamat, i el seu rostre cobert amb una màscara mortuòria de plata, essent l’única dona enterrada en el Vaticà. L’hereu de la seva col·lecció d’art fou el cardenal Decio Azzolino, gran amic seu, però aquest morí dos mesos més tard, i passant aquesta al seu nebot Pompeo Azzolino.